# Flash (seriefigur)
Flash är en amerikansk tecknad superhjälteserie om en snabbspringande brottsbekämpare. Den har förekommit i flera olika inkarnationer alltsedan 1940-talet. De mest kända bärarna av namnet är Jay Garrick (debuterade 1940), Barry Allen (debuterade 1956) och Wally West (tidigare Kid Flash, debuterade som Flash 1987). I Sverige är figurerna och serien även kända under namnet Blixten.

## Flash I (Jay Garrick)
Den första inkarnationen av Flash debuterade i januari 1940 i tidningen Flash Comics. Tidningen gavs ut av All-American, ett systerbolag till Detective Comics (sedermera DC Comics). Figuren skapades av Gardner Fox och Harry Lampert.
I första numret berättas hur Jay Garrick, en helt vanlig student på Midwestern University, blir världens snabbaste människa. Iklädd en dräkt som för tankarna till Merkurius (gudarnas budbärare i den grekisk-romerska mytologin) börjar Jay Garrick sedan sin bana som brottsbekämpare. Han var också medlem i DC:s stjärnspäckade superhjältegrupp Justice Society of America, vars bravader gick att läsa om i tidningen All-Star Comics.
För att inte blanda ihop den förste Flash med någon av hans arvtagare, brukar man referera till honom som "Flash I" eller "the Golden Age Flash". När DC skapade en ny Flash förpassades Flash I till Jord 2, varifrån han ändå kunde resa för att träffa sitt andra jag. Numera bor alla Flash-varianter på en och samma jord (och alla har numera glömt att det funnits mer än en jord genom en retcon – retroaktiv kontinuitet).
Jay och några av hans lagkamrater åldrades dramatiskt under Zero Hour-krisen av superskurken Extant. Men till skillnad från Wesley Dodds (Sandman I) och Johnny Thunder, kunde Jay fortsätta som superhjälte. Det har spekulerats i att det är the Speed Force (den mystiska kraften som skänker snabbhet åt alla snabba superhjältar – s.k. speedsters) som håller honom ung. Jay är nu medlem i den nya versionen av JSA.

## Flash II (Barry Allen)
Kriminalteknikern Barry Allen är kanske den allra mest kända Flash-inkarnationen. En blixt slog ner i ett skåp med kemikalier och sköljde över Barry. Han upptäckte efteråt att han fått förmågan att springa supersnabbt. Inspirerad av serietidningarna om den gamle Flash (Jay Garrick) bestämde han sig för att själv ta samma namn och bli en maskerad brottsbekämpare. Han har inte bara förmågan att springa lika snabbt som ljuset (absolut toppfart: Flash har kontakt med "The speedforce" som i vissa serier ger honom kraften att resa genom tiden genom att springa i toppfart), det innebär också att han kan röra sig supersnabb t.ex. slåss. Ibland kan man få för sig (om man tittar på hur man har tecknat Flash) att Flash även har övermänsklig styrka, men det har han inte, han är bara vältränad. I vissa serier kan man till exempel se hur Flash kan kasta saker onaturligt långt, men det är för att han använder farten i sitt springande som gör att han kan kasta ett föremål onaturligt långt. Flash har även ett till par förmågor: han kan vibrera så snabbt att han kan ta sig genom fasta föremål, han kan vibrera med handen och på så vis skapa ett klot av energi som han sen kan kasta, men det använder han sällan. Han har även en viss osårbarhetsförmåga: Han kan klara av att bli kastad genom väggar och ta slag/sparkar (från supermänniskor med superstyrka) men han kan inte stå emot pistolkulor eller liknade (såsom Stålmannen kan). Flashs galleri av fiender från den här tiden tillhör de mer bisarra i serievärlden.
Flash hann även med att bli medlem i Justice League of America, skaffa sig en medhjälpare vid namn Kid Flash (Wally West) och gifta sig med sin fästmö Iris West). Efter många års hjältedåd dog han slutligen när han räddade hela universum från superskurken Anti-Monitor under Crisis on Infinite Earths. Efter det dök han upp då och då i tillbakablickar, i The Speed Force och i andra underliga situationer, men han förblev död i 24 års tid och kom tillbaks först i serien Final Crisis, följt av Flash: Rebirth 2009.

## Flash III (Wally West)
Wallace Rudolph West är Barry Allens brorson genom giftermål och räknas ofta som den moderna tidens Flash. Han fick sina krafter på precis samma sätt som sin farbror och blev därigenom Kid Flash. Efter Barry Allens död tog Wally upp manteln som Flash för att hedra honom.
Wally West är även den snabbaste av alla Flash-inkarnationerna.

## Fiender i urval
- Captain Cold - Använder frysgenererande vapen. Han är ledare för skurkgruppen The Rogues och är Flash ärkefiende.
- Mirror Master - En brottsling som är mästare på att trixa med speglar, som hans namn antyder.
- Captain Boomerang - En skurk med australiskt ursprung som använder bumeranger som vapen.
- Heat Wave - En skurk vars kännemärke är eld. Han använder vapen som kan generera stark hetta.
- Trickster - En psykopat som använder dödliga vapen som ser ofarliga ut, exempelvis explosiva bananskal och syrasprutande blommor.
- Top - En numera avliden brottsling som kunde rotera i enorma hastigheter. Han var fascinerad av snurror.
- Weather Wizard - En skurk som kan skapa enorma snöstormar och åskväder med hjälp av sin "trollstav".
- Gorilla Grodd - En superintelligent gorilla med enorma mentala krafter.
- Pied Piper - Innehavare av ett blåsinstrument som avger vibrationer som kan påverka materia och hypnotisera människor på olika sätt.
- Fiddler - En avliden brottsling som spelade på en magisk violin.
- Abra Kadabra - En skurk som använder trolleritrick under sina brott.
- Professor Zoom - En brottsling som har samma superkrafter som Flash. Han har även en liknande dräkt som endast skiljer sig på färgerna.
- Shade - En superskurk som har stark makt över skuggor och mörker.

## Flash i andra media

### Spel
- Flash är en spelbar figur i Justice League Task Force.

- Flash är en spelbar figur i Mortal Kombat och DC Comics crossoverspel Mortal Kombat vs. DC Universe. Taliesin Jaffe lånade sin röst till Flash i spelet.[1]

- Figurens två versioner gör framträdande i DC Universe Online. Barry Allen kämpar tillsammans med hjältarna mot Gorilla Grodds armé och är pris för skurkarna. Jay Garrick dyker upp i Watchtower där han säljer en kraftig rustning till Hjältar på nivån 30 med Metapower härkomst.

### Filmer

#### DC Extended Universe
Ezra Miller spelar rollen som Barry Allen / The Flash i DC Extended Universe.
- Barry gjorde sin debut 2016 i filmen Batman v Superman: Dawn of Justice där han både dyker upp i Bruce Waynes dröm samt i en sekvens med övervakningsfilm som Lex Luthor har tillgång till.[2]

- Miller förväntas reprisera sin roll som The Flash i sin egen fristående film med samma namn som har premiär 2022, samt i Justice League som hade premiär 2017.

#### Legofilmer
- Den första filmen som Flash framträder i är The Lego Movie. Han var en del av Metalbeards piratgäng. Sedan gjorde han också ett kort framträdande i filmen The Lego Batman Movie.

### TV-serier
- Det finns två spelfilms-TV-serier baserade på serierna om Flash: The Flash från 1990 och The Flash från 2014.
- Flash framträder i de animerade TV-serierna Justice League, Justice League Unlimited och Justice League Action.